# 佐藤次郎
佐藤次郎（Jiro Satoh，1908年1月5日—1934年4月5日），日本男子網球員，1933年巔峰居世界第三位，是史上男單排名最高的亞洲球員，史上八位打進大滿貫賽事八強的亞洲選手之一。
1932與1933年五度殺進大滿貫賽事四強，1934年欲暫停運動生涯，完成早稻田大學政治經濟學部的學業並結婚，但大日本帝國網球協會不許，逼令其未婚妻岡田早苗游說佐藤以國為先，必須代表大日本帝國出席戴維斯盃（國家對國家的團體賽），佐藤百不情願上船赴英格蘭賽場，船駛至馬六甲海峽投海自盡。亦有考證指佐藤家族得悉岡田早苗是獨生女，按傳統佐藤次郎需隨妻姓以保岡田家香火，佐藤家對改姓一事給他極大壓力。
男單方面，他曾取得1932年澳網四強、1931年法網四強, 1933年法網四強、1932年温布頓四強和1933年温布頓四強的生涯最佳成绩。而在雙打方面，他曾经获得1932年澳網混雙亞軍和1933年温布頓男雙亞軍。

## 引用文獻
1. ↑  Béla Kehrling (编).  [International news] (PDF). Tennisz és Golf (Budapest, Hungary: Egyesült Kő-, Könyvnyomda. Könyv- és Lapkiadó Rt.). December 25, 1929, I (15-16): 349  [October 23, 2012]. （原始内容存档 (PDF)于2014-11-29） （匈牙利语）.
2. ↑  Andy Yanne. . tennishk.org. Hong Kong, People's Republic of China: Hong Kong Tennis Association. December 3, 2006  [October 23, 2012]. （原始内容存档于2013年4月15日）.
3. ↑  . The Straits Times (Singapore, Straits Settlements: Straits Times Press). April 7, 1934: 11  [October 23, 2012].
4. ↑  . australianopen.com. Melbourne, Australia: Tennis Australia.   [October 23, 2012]. （原始内容存档于2013年1月17日）.
5. 1 2 3  John Cottrell. . Sports Illustrated (Sydney, Australia: CNN). August 30, 1971, 35 (9)  [October 23, 2012]. （原始内容存档于2013-12-03）.
6. ↑  . The Sydney Morning Herald (Sydney, Australia: John Fairfax and Sons). September 22, 1933, 103 (29,866): 7  [March 15, 2013].
7. ↑  . 日本網球協會. date unknown  [2018-03-06]. （原始内容存档于2017-07-28）.

## 外部連結
- 佐藤次郎（英文/西班牙文）的官方資料
- 佐藤次郎的國際網球總會 職業／青少年 官方資料（英文）
- 佐藤次郎的官方資料（英文）
- 引退選手:佐藤次郎（故人） - 日本テニス協会公式サイト（日語）